# Lippia słodka
Lippia słodka, cukrownica (Lippia dulcis Trevir.) – gatunek rośliny z rodzaju lippia z rodziny werbenowatych. Występuje w Meksyku, na Karaibach (Kuba, Hispaniola i Puerto Rico), w Ameryce Środkowej, Kolumbii i Wenezueli. Roślina wykorzystywana spożywczo jako naturalny słodzik, a w medycynie tradycyjnej do leczenia kaszlu i zapalenia oskrzeli. 

## Morfologia
PokrójWieloletnia roślina zielna, wzniesiona lub płożąca, o wysokości do 60 cm.
PędyŁodygi u nasady mniej więcej zdrewniałe, silnie pachnące, często ukorzeniające się w niższych węzłach, pokryte sztywnymi włoskami lub nagie.
LiścieOgonki liściowe o długości 0,5–1,5 cm. Blaszki liści romboidalne do jajowatych, o długości 1–6 cm, o ostrych do zaostrzonych wierzchołkach i szeroko klinowatej nasadzie. Brzegi blaszki karbowano-piłkowate. Górna powierzchnia liści szczeciniasta, dolna pokryta gęstymi, sztywnymi, gruczołowatymi włoskami.
KwiatyZebrane kłosy wyrastające w kątach liści na szypułach o długości 1–5 cm. Kielich bardzo drobny i kosmaty. Korona kwiatu rurkowata, o długości 1–1,5 mm, biała. Dwie pary pręcików o różnej długości osadzone są mniej więcej w połowie długości rurki. Pylniki jajowate. Zalążnia górna, dwukomorowa, z pojedynczym zalążkiem w każdej komorze. Znamię słupka wyraźnie dwuklapowane.
OwoceMałe, suche pestkowce o twardej i suchej owocni, zawarte w wyschniętym kielichu kwiatowym, z dwiema pestkami i nasionami pozbawionymi bielma.

## Biologia i ekologia
SiedliskoRoślina występuje na wysokości do 1800 m n.p.m., w wilgotnych zaroślach, na zalesionych brzegach rzek i jezior oraz polanach.
Cechy fitochemiczneW liściach tej rośliny obecna jest hernandulcyna, która odpowiada za jej intensywnie słodki smak, a także inne seskwiterpeny, jak anymol, kariofilen i kadinen. W lippi słodkiej obecne są również glikozydy (acetozyd i martynozyd) oraz monoterpeny (m.in. α-pinen, kamfen, kamfora, limonen, mircen i borneol). Z uwagi na zawartość kamfory i kamfenu roślina uważana jest za trującą. Roślina zawiera też związek fenolowy werbazkozyd wykazujący działanie antyoksydacyjne, antynowotworowe, przeciwzapalne i przeciwbólowe silniejsze od leków przeciwbólowych dostępnych bez recepty. Olejek eteryczny obecny w roślinie wykazuje działanie antyhistaminergiczne i antycholinergiczne, skuteczne w leczeniu obturacji oskrzeli.

## Zastosowania
Rośliny leczniczeRoślina używana była do celów leczniczych w czasach Azteków do leczenia kaszlu,  niedrożności dróg moczowych i bólu brzucha. W XIX wieku weszła do użycia w medycynie konwencjonalnej w Meksyku i Stanach Zjednoczonych jako środek do leczenia zapalenia oskrzeli i ostrych zakażeń dróg oddechowych. Posiada działanie mukoprotekcyjne i wykrztuśne. Najsilniejsze działanie wykazuje wyciąg alkoholowy ze świeżych roślin. Napar stosowany jest również w astmie i przeziębieniu. W Meksyku używana jest też jako środek poronny. Kwiaty rośliny są żute i przykładane na bolące zęby.
Rośliny przyprawoweZ uwagi na zawartość kamfory roślina ma ograniczone zastosowanie jako zamiennik cukru i jest używana w ograniczonym zakresie w Ameryce Środkowej i Południowej, w mieszankach herbacianych. Ekstrakty pozbawione kamfory znajdują zastosowane jako dodatek słodzący w produktach leczniczych. Ponadto młode listki rośliny znajdują zastosowanie jako dodatek do sałatek owocowych.
Odpowiedzialny za słodki smak seskwiterpen hernandulcyna został nazwany na cześć Francisco Hernándeza, hiszpańskiego lekarza, który jako pierwszy opisał roślinę w XVI w.